# Pěchota útočí
Pěchota útočí (v originále Infanterie greift an: Erlebnise und Efrahrungen, doslovně Pěchota útočí: Zážitky a zkušenosti) je kniha napsaná německým vojenským velitelem Erwinem Rommelem.

## Téma
Erwin Rommel v knize ve dvou rovinách popisuje úspěšné epizody svého účinkování v bojích první světové války. První rovinou je obecný chronologický popis událostí, druhou jejich zhodnocení a vyvození zkušeností v komentářích umístěných na konci každé kapitoly. Text je doplněn vlastnoručně namalovanými a opoznámkovanými mapkami a panoramatickými náčrtky. Jako celek se kniha stala svým způsobem učebnicí, v samotném Německu se stala pojmem. Studována byla i spojeneckými veliteli, mj. Georgem Pattonem, který byl jedním z těch, jenž Rommela později porazili. Erwin Rommel se zúčastnil bojů proti Francouzům, Rumunům a Italům a přesto, že je známa spíše jeho kariéra během druhé světové války, i v té první coby nižší velitel horských jednotek dosáhl mnoha úspěchů a získal četná vyznamenání.

## Vydání
Originál byl vydán v roce 1937 jako Infanterie greift an: Erlebnise und Erfahrungen v nakladatelství Ludwig Voggenreiter Verlag, Potsdam. V Česku byla po překladu Tomáše Kůrky kniha vydána např. v roce 2009 nakladatelstvím Baronet a. s., Praha 10, kdy se jednalo o překlad rakouského vydání Infanterie greift an Erlebnis und Erfahrung nakladatelství Österreichischer Milizverlag, Salzburg z roku 1985. ISBN zmíněného vydání 978-80-7384-210-9.